# Jared Jeffries
Pour les articles homonymes, voir Jeffries.
Jared Scott Carter Jeffries, né le 25 novembre 1981 à Bloomington en Indiana (États-Unis), est un joueur américain de basket-ball.

## Biographie
Jeffries joue dans l'équipe universitaire des Hoosiers de l'Indiana pendant 2 saisons. Lors de sa dernière saison, en 2001-2002, il est le meilleur marqueur des Hoosiers qui atteignent le Final Four NCAA 2002 avant d'être battus en finale par les Terrapins du Maryland.
Jeffries est sélectionné en 11e position lors de la Draft 2002 de la NBA par les Wizards de Washington. En 2006, il signe un contrat de cinq ans avec les Knicks de New York.
Polyvalent, il évolue principalement aux postes d'ailier fort et de pivot, mais il peut se décaler en deuxième arrière.
En février 2010, il est inclus dans un échange qui le conduit à Houston, il joue une saison avec les Rockets puis est coupé le 25 février 2011, à peine une semaine plus tard, le 1er mars 2011, il re-signe en tant qu'agent libre avec les Knicks.
Le 17 septembre 2013, il annonce sa retraite en tant que joueur et rejoint l'encadrement des Nuggets de Denver en tant que scout.